# Richard Riemerschmid
Richard Riemerschmid (Monaco di Baviera, 20 giugno 1868 – Monaco di Baviera, 13 aprile 1957) è stato un architetto tedesco.
Studiò pittura all'accademia di Monaco dal 1888 al 1890. Nel 1897 partecipò alla fondazione delle Vereinigte Werkstätten für Kunst im Handwerk (Studi riuniti per l'arte e l'artigianato) di Monaco, insieme a Hermann Obrist, Bernhard Pankok, Bruno Paul ed altri artisti ispirandosi al modello di Morris. Insieme agli altri artisti di Monaco espose a Parigi nel 1900 in un padiglione diverso a quello tedesco, di cui il gusto pomposo di Guglielmo II poco si adattava agli indirizzi del gruppo. Al 1901 risale il progetto per il Kammerspiele nella sua città natale. Dal 1903 prese parte alla Dresdner Werkstätten für Handwerkskunst, della quale lo attirava l'indirizzo di una produzione popolare e meno costosa rispetto a quella della Vereinigte Werkstätten für Kunst im Handwerk. Nel 1909 cominciò la costruzione della Gartenstadt a Hellerau, nei pressi di Dresda. Dal 1912 al 1924 fu direttore della Kunstgewerbeschule di Monaco e dal 1926 al 1931 della Werkschule di Colonia.

## Galleria d'immagini

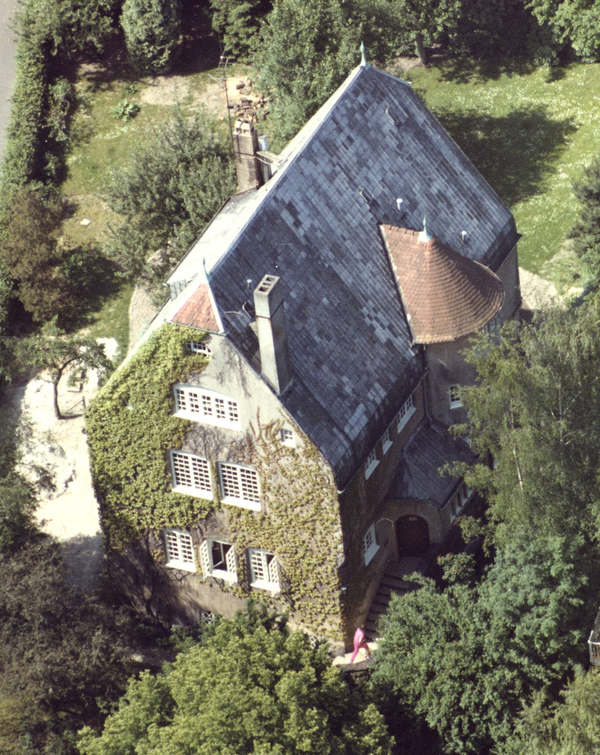
Villa Fischel, Kiel
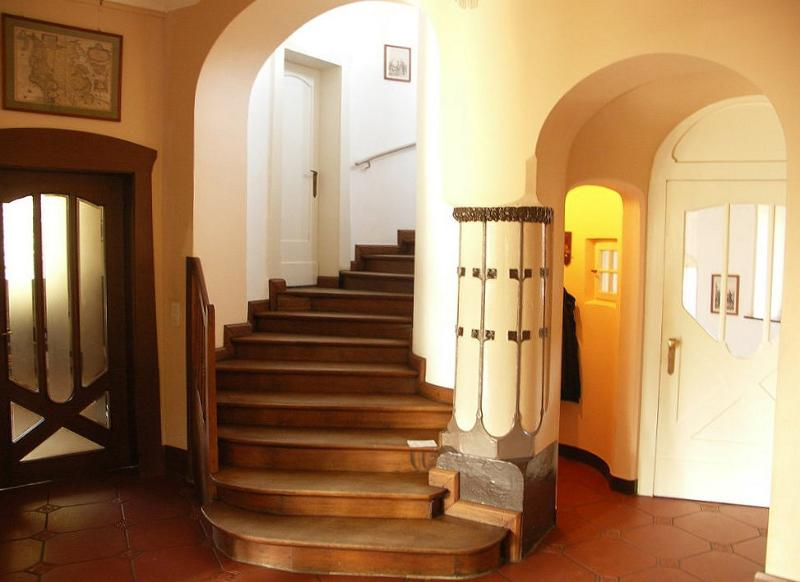
Interno della villa Fischel
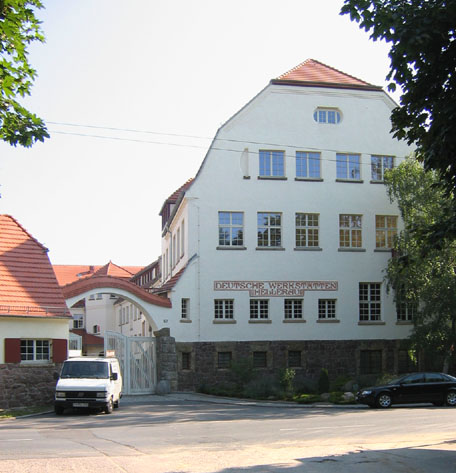
Officine tedesche per l'artigianato, Hellerau
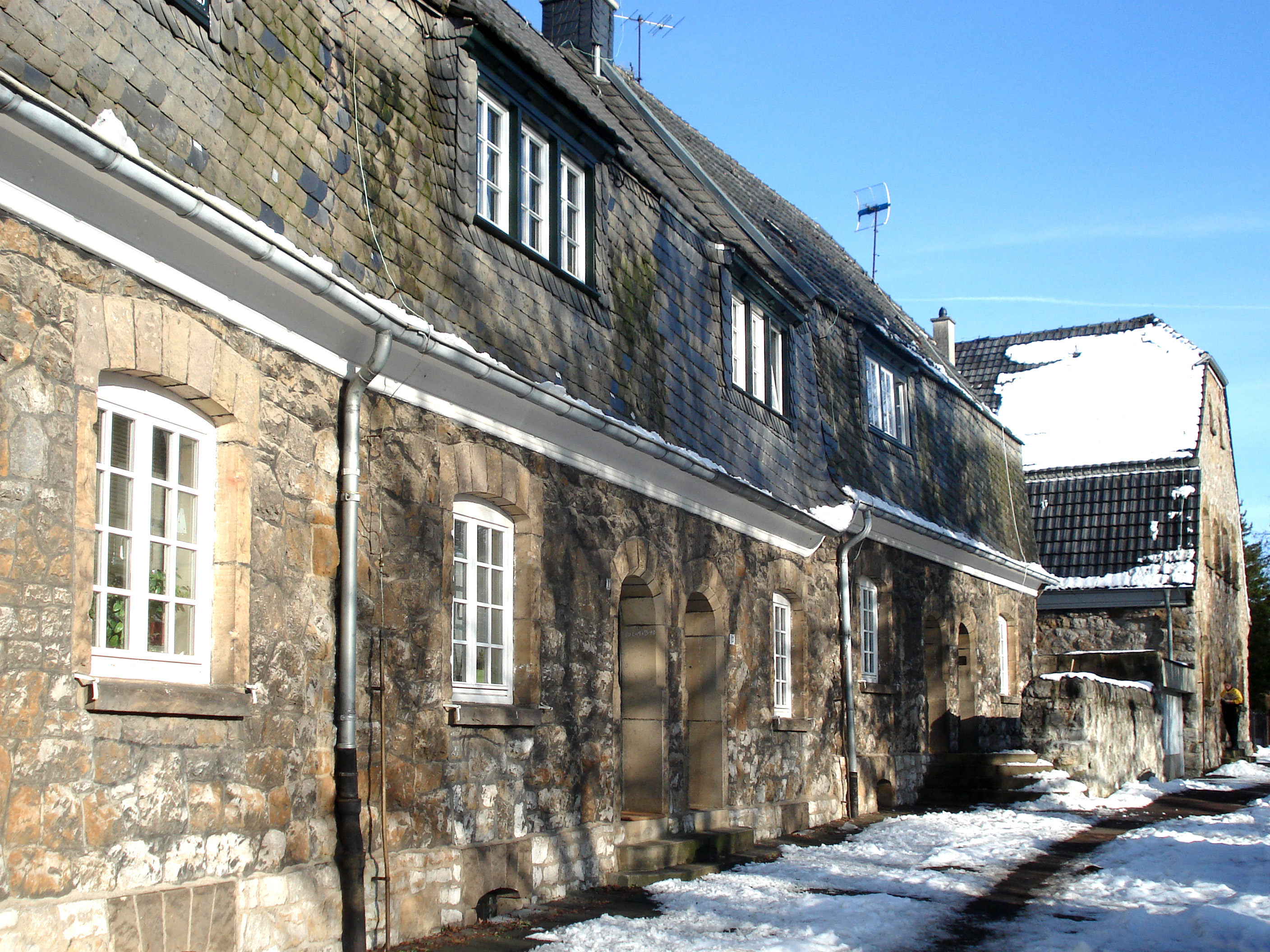
Case dei lavoratori a Walddorfstraße, Hagen